# ヤン・シルニー
ヤン・シルニー（Jan Silný 、1995年2月15日 - ）は、チェコ・ウヘルスケー・フラジシュチェ出身のサッカー選手。SKリーシェニ所属。ポジションは、フォワード。